# Hydrochoerus hesperotiganites
Hydrochoerus hesperotiganites — це вимерлий вид капібар, який мешкав в окрузі Сан-Дієго, штат Каліфорнія, під час ранчолабрейської стадії плейстоцену (між 130 000 і 80 000 років тому). Наразі це єдина відома капібара з роду Hydrochoerus, знайдена в Північній Америці. Він був тісно пов'язаний із сучасними великими та малими капібарами.